# 哈德利·威克漢姆
哈德利·亚历山大·威克漢姆（英語：Hadley Alexander Wickham，1979年10月14日—）是新西蘭的統計學家和RStudio公司的首席科學家，以及奧克蘭大學、斯坦福大學和萊斯大學的統計副教授。他以開髮用於數據可視化的R統計編程語言的開源軟件而聞名，包括ggplot2、和其他tidyverse軟件包，它們支持數據科學的整潔數據方法。